# 特伦可
特倫可（英語：Trunko），又稱长毛鱼，是指1924年10月25日在南非马盖特（夸祖鲁-纳塔尔）海滩出现的神秘生物，目前已确认是一具鲸鱼尸体。

## 目击
1924年12月27日，《每日邮报》一篇名为“Fish Like A Polar Bear”的文章报道了数名目击者看见一只白色神秘生物与两只虎鲸在马盖特海滩附近海域搏斗三小时最终不敌被杀死的目击案例。据报道，这只神秘生物的尸体之后被冲上海岸，目击者描述这具尸体47英尺长（约14.3米）、10英尺宽（约3米）、5英尺高（约1.5米）、毛发8英寸长（约20厘米），有着龙虾般尾部，发现时已无血液。

## 解释
2010年，德国记者马库斯·亨姆勒（Markus Hemmler）找到了《 Wide World Magazine 》 1925年7月（另一说为8月）刊登的有关特倫可的报导，确认这只是一只严重腐烂鲸鱼尸体。而特倫可与虎鲸的搏斗有可能是虎鲸不断碰触鲸鱼尸体嬉戏被目击者误认为是正在搏斗的活物。